# Robert Nicolas-Charles Bochsa
Robert Nicolas-Charles Bochsa (* 9. August 1789 in Montmédy (Département Meuse); † 6. Januar 1856 in Sydney) war ein französischer Komponist und Harfenvirtuose.

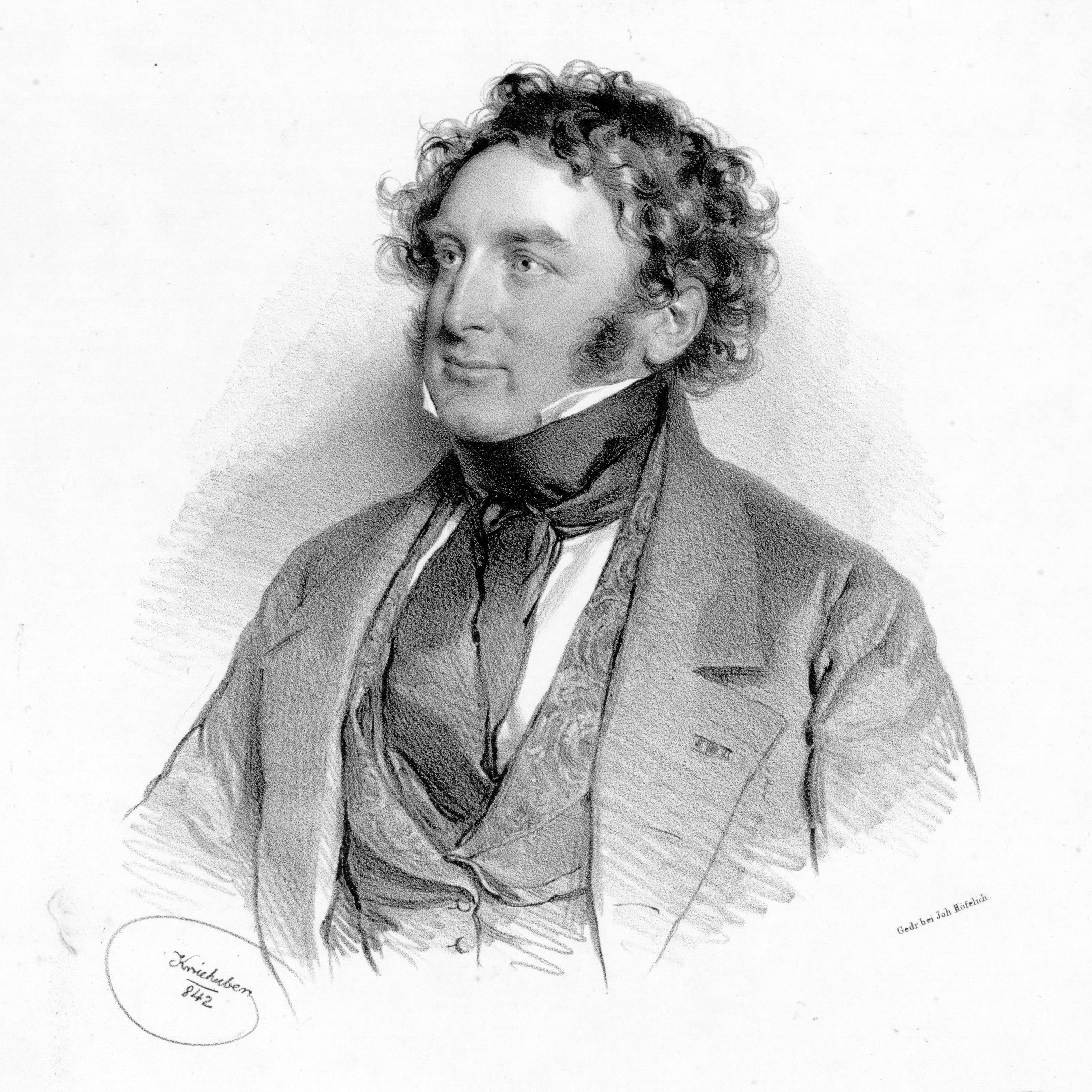
Robert Nicolas-Charles Bochsa, Lithographie von Joseph Kriehuber 1842

## Leben
Der Sohn von Charles Bochsa, der ihm seinen ersten Klavierunterricht erteilte, trat schon mit sieben Jahren als Pianist und Flötist auf. In Bordeaux nahm er bei Franz Ignaz Beck Kompositionsunterricht. Er komponierte mit 16 Jahren die Oper Trajan, welche Napoleon I. in Lyon hörte. Seit 1807 studierte er am Pariser Konservatorium, wo er sich hauptsächlich dem Harfenspiel widmete. Er komponierte viele Werke für dieses Instrument und schrieb auch eine Harfenschule. 1813 wurde er zum Harfenisten des Kaisers Napoléon ernannt. Dies hinderte ihn jedoch nicht, anlässlich der Rückkehr der Bourbonen die Musik zu der royalistischen Oper Le Roi et la Ligue zu schreiben. Der damals gefeierte Komponist mehrerer Opern heiratete 1815 Georgette Ducrest. Seine um ca. 1815 verlegte Fantaisie martial mit Variationen widmete er Hortense de Beauharnais. 1817 musste er wegen Unregelmäßigkeiten nach London fliehen. 1839 entführte er die Gattin Anna Rivière-Bishop des englischen Ballett- und Opernkomponisten Henry Rowley Bishop. Mit ihr, einer Sängerin, unternahm er weite Kunstreisen und starb 1856 in Sydney.